# Sonogno

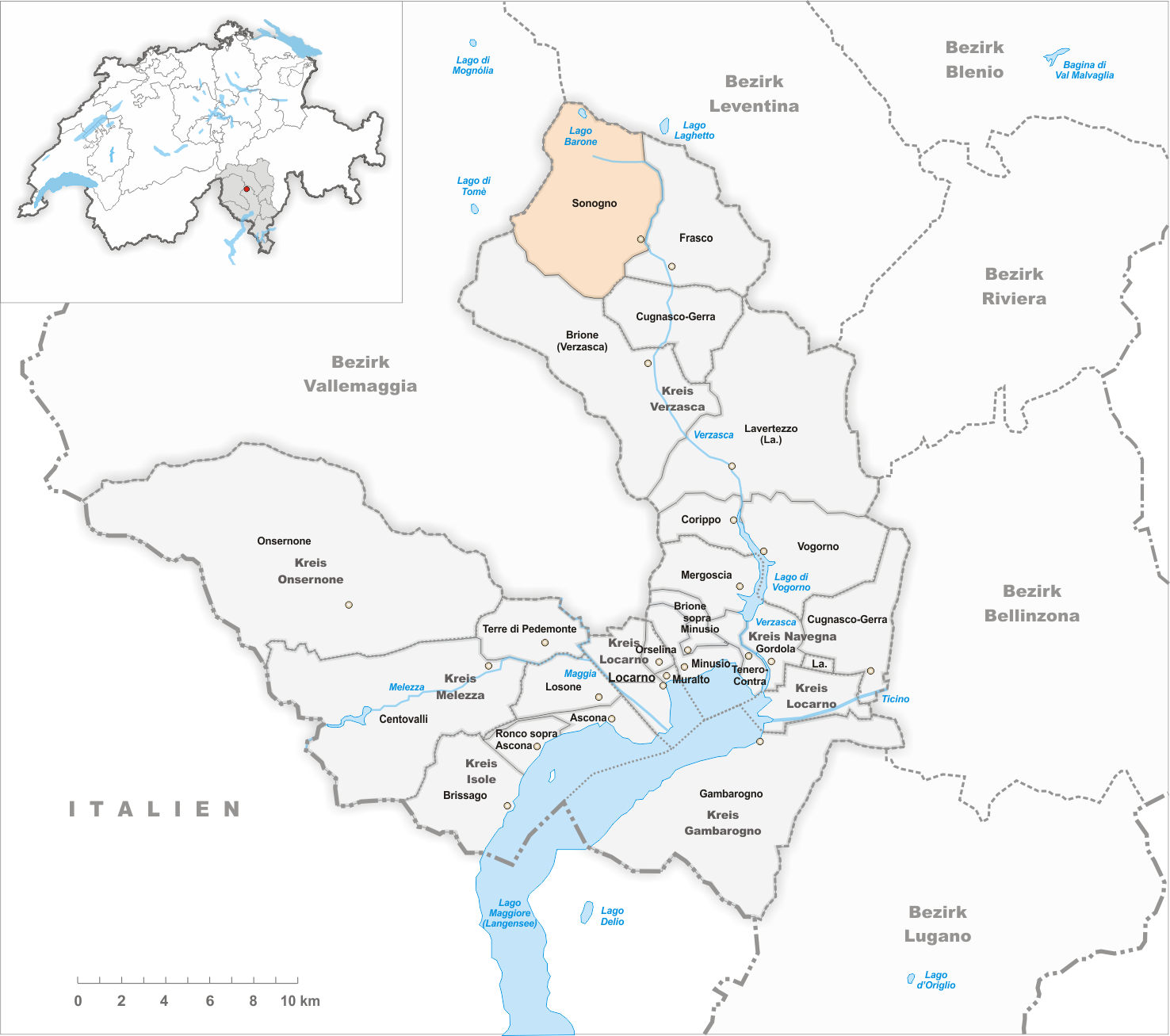
Gemeindestand vor der Fusion am 18. Oktober 2020

Sonogno ist eine Ortschaft in der Gemeinde Verzasca im Schweizer Kanton Tessin. Bis 2020 bildete sie eine eigene Gemeinde.

## Geographie
Sonogno ist die hinterste Ortschaft im Verzascatal und liegt in einer Mulde beim Zusammenfluss der Gebirgsbäche aus dem Redorta- und Vegornesstal. Westlich des Ortes liegt der Monte Zucchero (2735 m ü. M.).
Nachbargemeinden im Verzascatal waren Frasco, Cugnasco-Gerra und Brione (Verzasca). Nördlich grenzen die Bezirke Vallemaggia und Leventina an.
Sonogno ist Ausgangspunkt für viele Wanderungen. Im Winter kann man hier Schlittschuh laufen und Skilanglauf betreiben.

## Geschichte
Sonogno findet sich um 1200 als Sornono und 1417 als Senognio bezeugt und gehörte im Mittelalter zur Nachbarschaft Verzasca. Von 1395 bis 1843 bildete das Dorf mit dem Nachbarort Frasco eine Gemeinde. 
1974 wurde in Sonogno das Museum des Verzascatals eröffnet, das Zeugnis gibt vom bäuerlichen Leben des Tales in der Vergangenheit. Es ist auch der Geschichte der Kaminfegerkinder gewidmet, den Buben, die im 19. und frühen 20. Jahrhundert in den Städten Norditaliens als Schornsteinfeger (italienisch spazzacamini) arbeiten mussten.
Am 18. Oktober 2020 fusionierte die damalige Gemeinde Sonogno mit den Gemeinden Brione (Verzasca), Corippo, Cugnasco-Gerra (Gerra Valle), Frasco, Lavertezzo (Lavertezzo Valle) und Vogorno zur neugebildeten Gemeinde Verzasca. Sonogno bildet aber nach wie vor eine eigenständige Bürgergemeinde.

## Bevölkerung
Einwohnerzahlen: Volkszählungsdaten
Ab 1850 setzte eine Auswanderungswelle nach Übersee und später in die städtischen Zentren ein, die zu einer spürbaren Abnahme der Bevölkerung führte.

## Sehenswürdigkeiten
Das Dorfbild ist im Inventar der schützenswerten Ortsbilder der Schweiz (ISOS) als schützenswertes Ortsbild der Schweiz von nationaler Bedeutung eingestuft.
- Das Museo di Val Verzasca, das Zentrum der Wollverarbeitung sowie die Kunsthandwerkgeschäfte[6][7]
- Kirche Santa Maria Lauretana von 1854 mit Schwarzer Madonna[6]
- Schalenstein im Ortsteil Al Pianchet[8]
- Schalensteingruppe im Ortsteil Alpe Cansgel. Ein Stein wird Sass der Stria genannt[9]

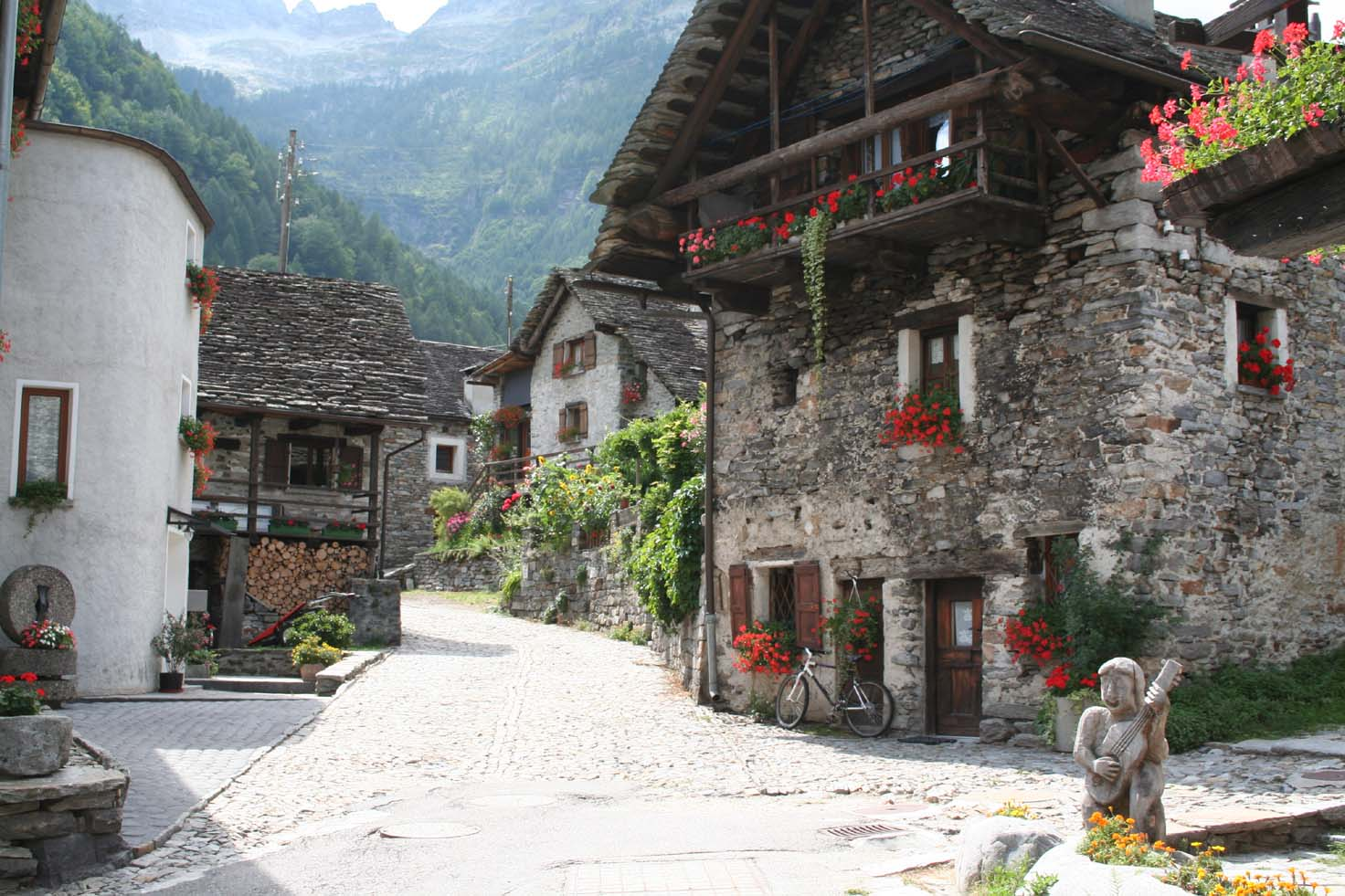
Im Dorf
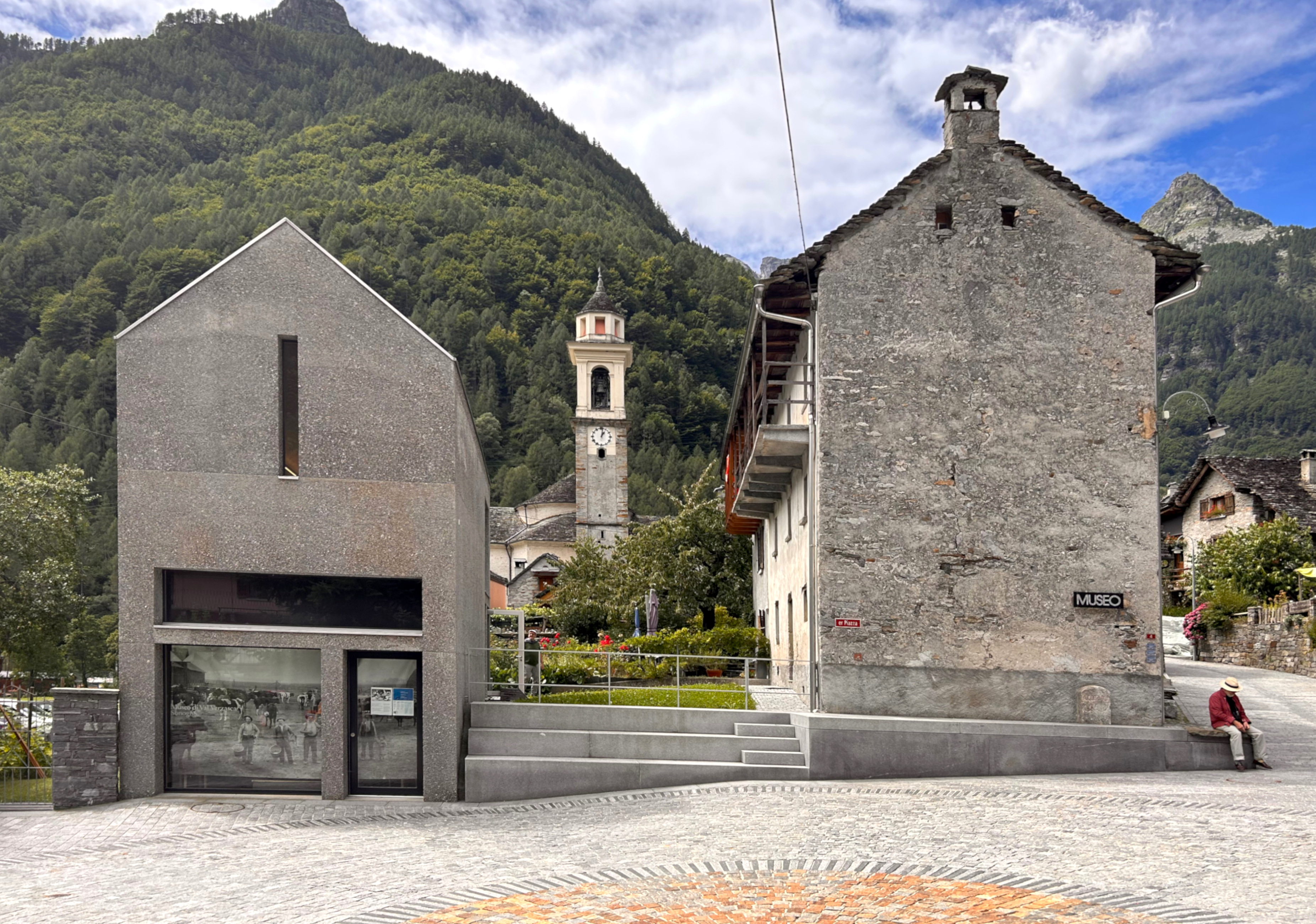
Museo di Val Verzasca
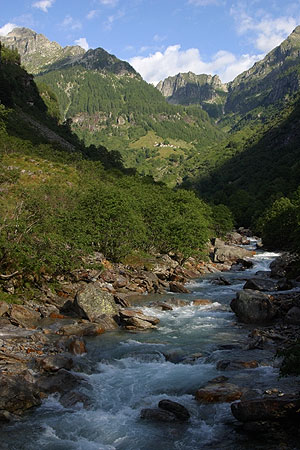
Val Redorta bei Sonogno
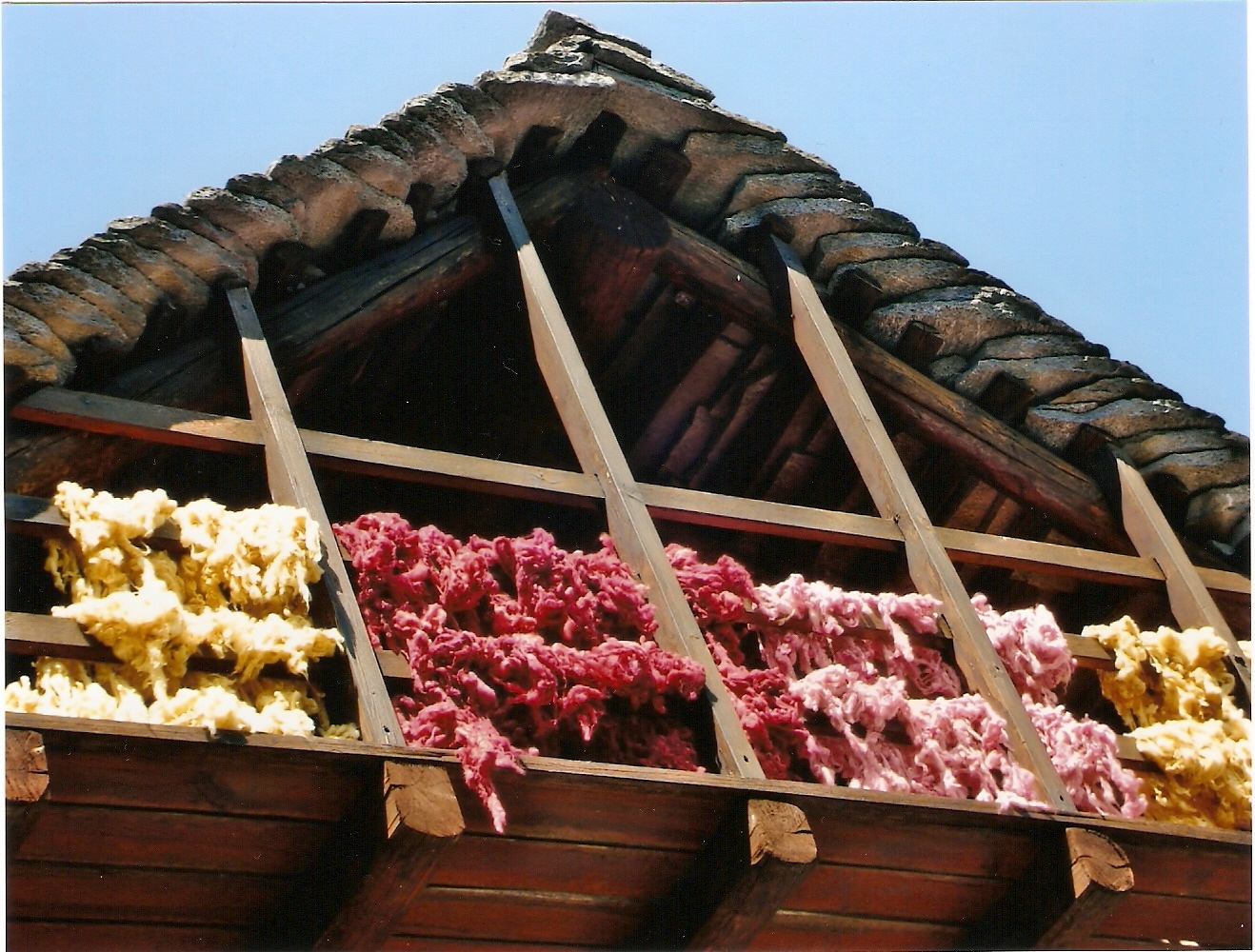
Haus der Wolle
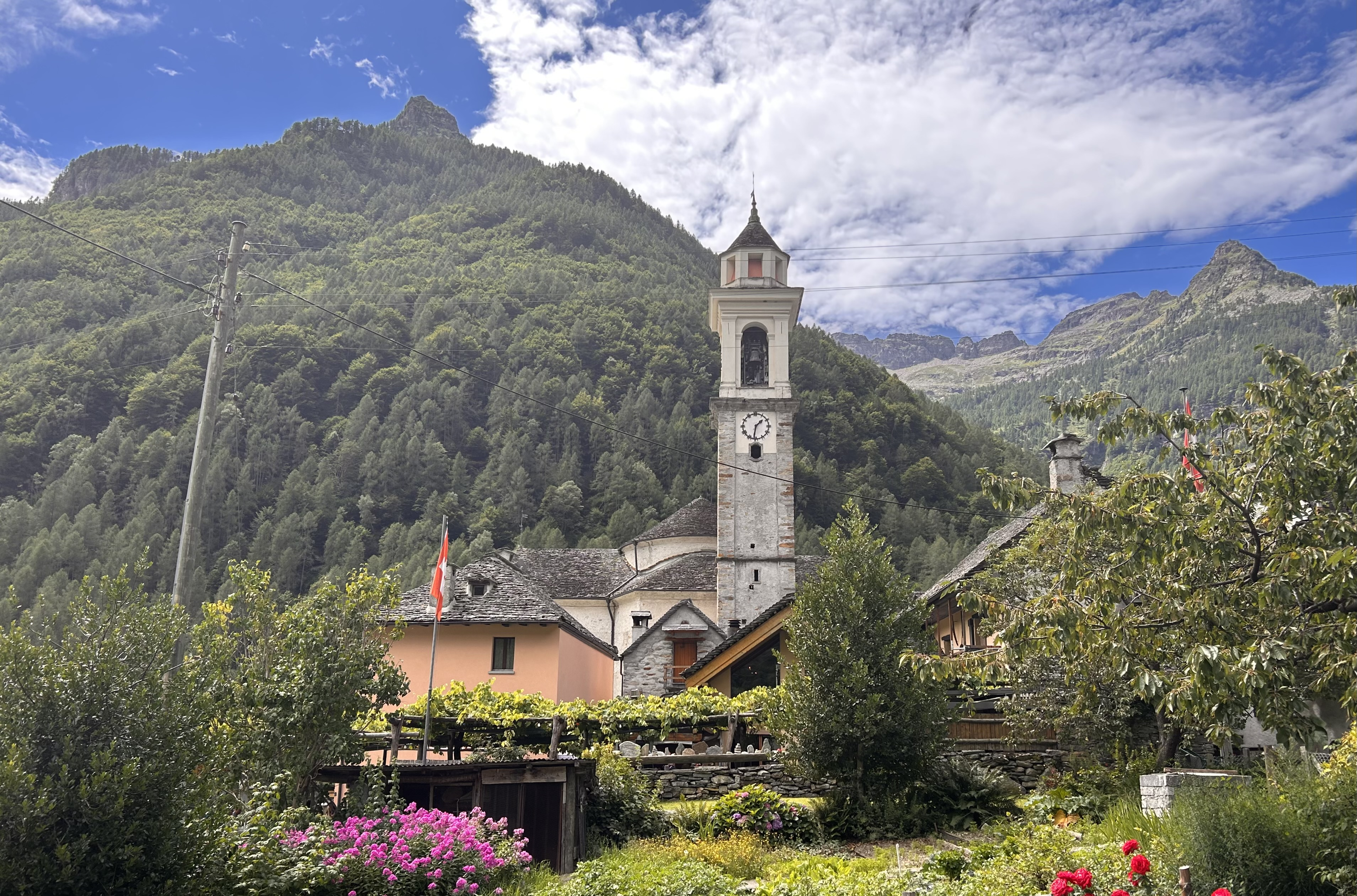
Santa Maria Lauretana

## Persönlichkeiten
- Familie Pagnamenta
  - Stefano Pagnamenta (* um 1780 in Sonogno; † 4. Mai 1838 ebenda), von Sonogno, Jurist und Politiker.[10]
  - Giovanni Stefano Pagnamenta (* 1795 in Sonogno; † 1839 ebenda), Jurist und Politiker[11]
  - Filippo Pagnamenta (1826–1892), Politiker

- Giuseppe Cattori (1866–1932), Anwalt, Staatsrat
- Cherubino Patà (1827–1899), Maler
- Emilio Cattori (* 23. März 1889 in Sonogno; † 2. Dezember 1968 in Lugano), Priester, Pfarrer von Rossura, Domherr von Lugano, Bischofsvikar[12]

## Trivia
In Sonogno beginnt und endet die Handlung des bekannten Kinder- und Jugendbuches Die schwarzen Brüder von Kurt Held und Lisa Tetzner.